# Wieżyca (berg)
De Wieżyca (Duits: Turmberg, Kasjoebisch: Wieżëca) is een berg/moreneheuvel van 331 meter boven zeeniveau in Noord-Polen. De berg is het hoogste punt van heuvelgebied Góry  Szymbarskie/Kasjoebisch Zwitserland en van de hele Baltische landrug. De berg is onderdeel van de regio's Kasjoebisch Zwitserland en het Pommerse Merenplateau. De berg ligt zo'n 40 km ten zuidwesten van de stad Gdańsk, nabij de Kajoebische hoofdstad Kartuzy. Deze piek is de hoogste van Centraal- en Noord-Polen, op de top kan geskied worden, heeft een skilift en beschikt over een 35 meter hoge uitkijktoren. De berg is bosrijk en ligt in een beschermd natuurgebied. 
Het dorp Wieżyca ligt onderaan de berg, in dit dorp ligt treinstation Wieżyca. Deze berg is de hoogste tussen het Harzgebergte in het westen en de Dzjarzjynskaja hara op de Wit-Russische Rug in het oosten. Historisch was de Wieżyca de hoogste berg van Duitse provincie West-Pruisen en daarvoor van Pools Pruisen en de Duitse Ordestaat.